# Mitterberg (pevnost)
Pevnost Mitterberg (německy Werk Mitterberg) je rakousko-uherská pevnost z první světové války, která se nachází nedaleko obce Sexten v údolí Sextental, Alta Pusteria, Jižní Tyrolsko. Pevnost patří do rozsáhlého systému rakouských opevnění na italských hranicích. Z pevnosti je nádherný výhled na údolí Sextental, vesnici Moos a Sextener Rotwand. 
Pevnost byla postavena v letech 1885–1889 v nadmořské výšce 1 575 metrů a spolu s pevností Haideck bránila italským vojskům, která by chtěla vstoupit do Rakouska-Uherska z průsmyku Monte Croce di Comelico, v přístupu do údolí Sextental.
Pevnost je rozsáhlá stavba vystavěná ve třech úrovních z žulových bloků a byla bráněná několika pevnými dělostřeleckými postaveními a čelním obranným valem směřujícím směrem k průsmyku Monte Croce di Comelico (Kreuzbergpass).

## Historie

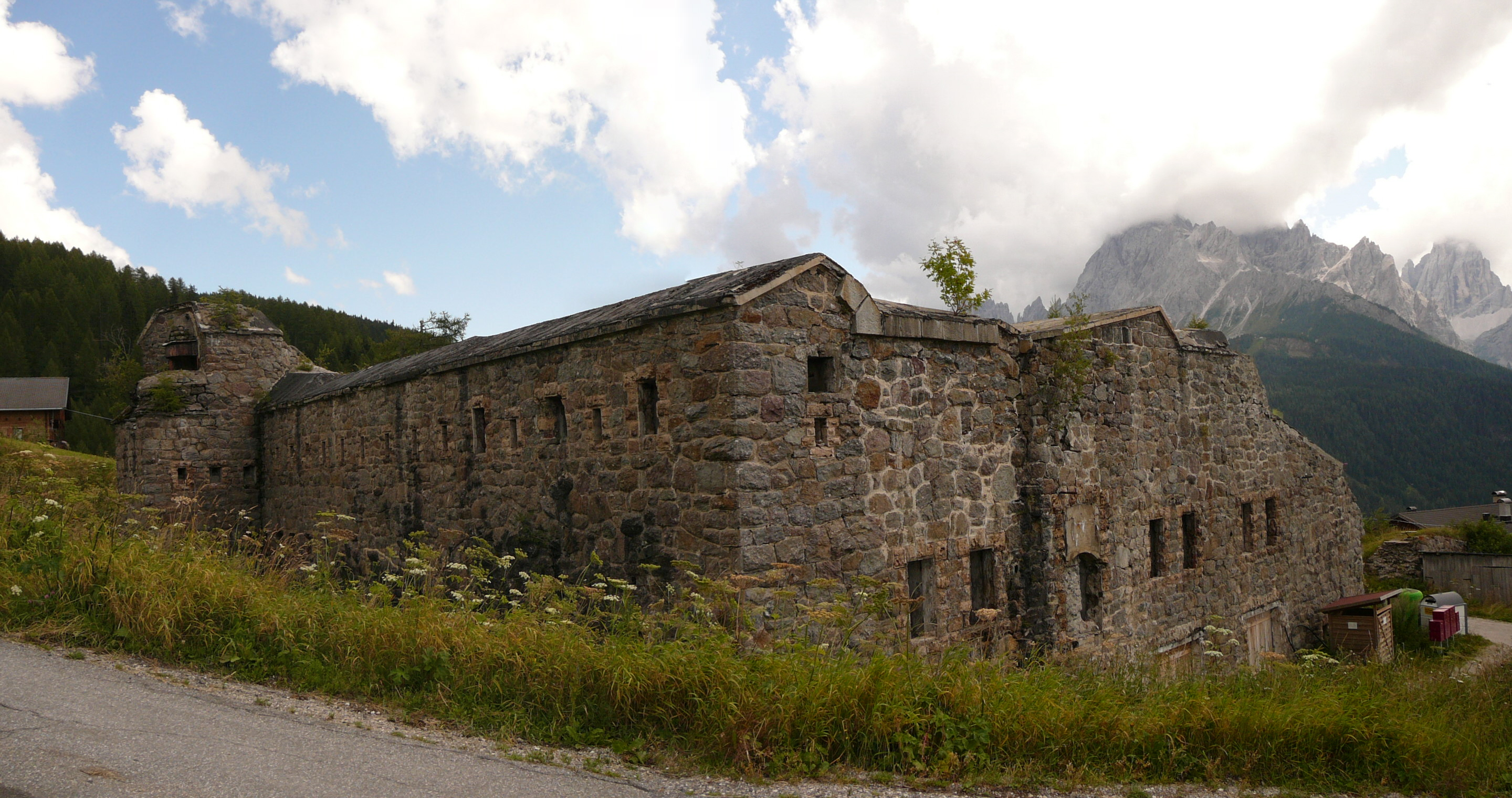
Pevnost Mitterberg

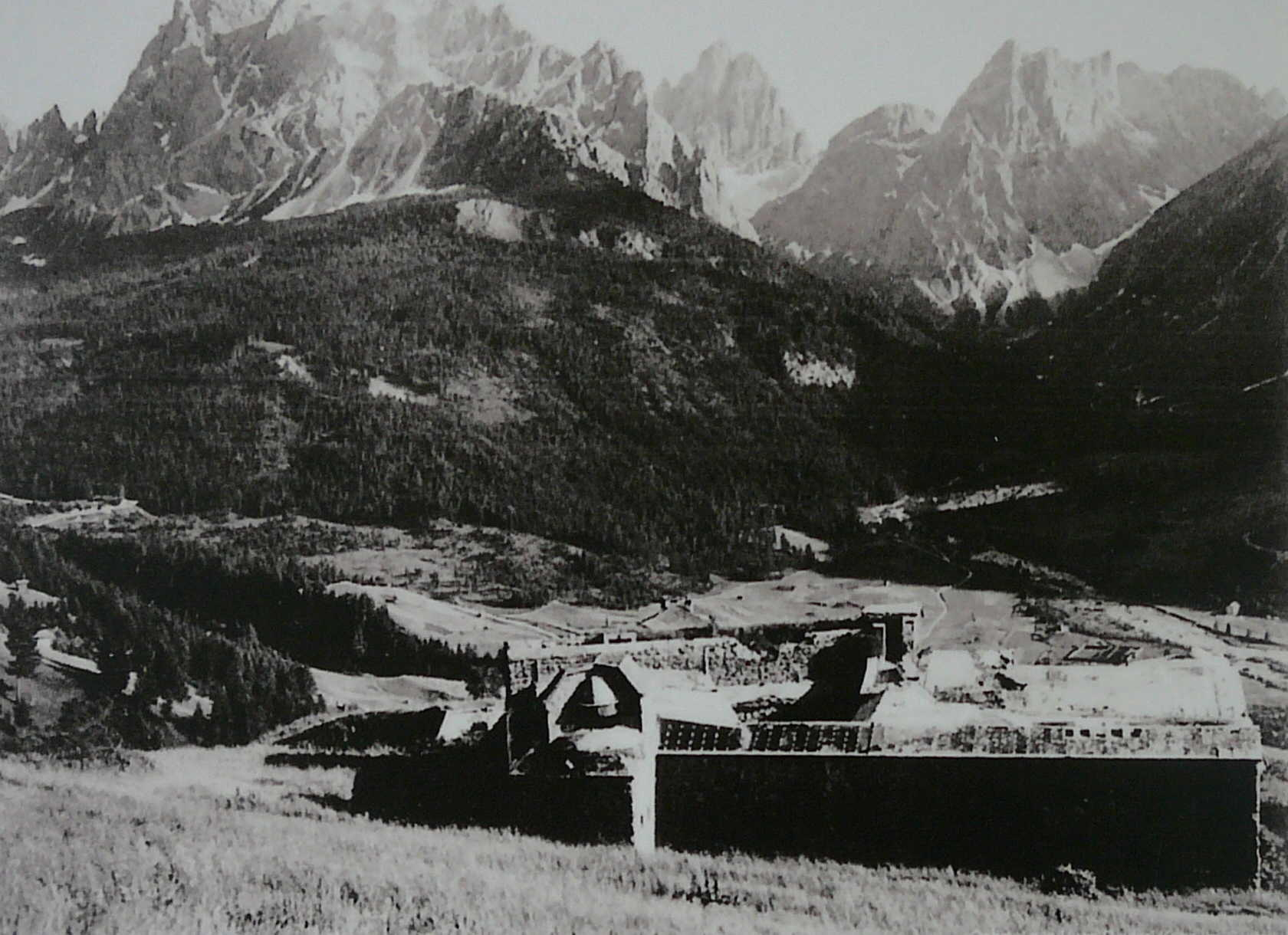
Historická fotografie pevnosti

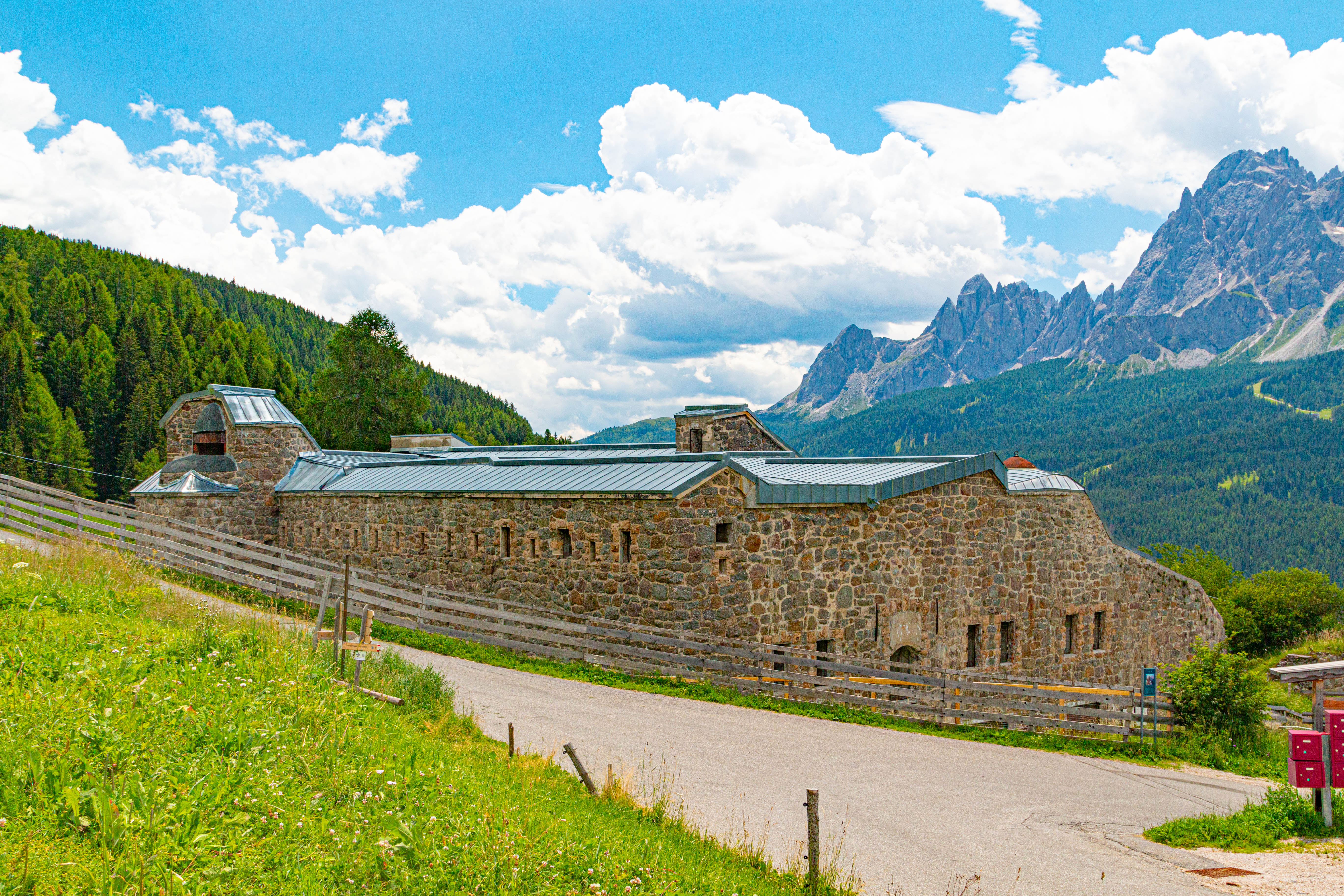
Pevnost Mitterberg v roce 2022

V době výstavby byla pevnost takticky moderním opevněním, ale po vývoji moderních granátů s průbojnou silou ztratila svou modernost, a proto byla v roce 1909 vyhodnocena jako již ne tak bezpečná.
V lednu 1915 byla pevnost odzbrojena a přeměněna na skladiště; její dělostřelecká výzbroj byla poté přemístěna na vyšší stanoviště pod širým nebem.
Celkem byla pevnost během bojů první světové války zasažena přibližně 160 střelami, ale z toho efektivně byla zasažena pouze 12 střelami ráže 280 mm.
Během válečných let byla využívána jako opěrný bod pěchoty. Aby oklamali italské vojáky ohledně účinnosti[ujasnit] pevnosti, rozdělávali rakouští vojáci přes den oheň pomocí mokrého dřeva, které vytvářelo hustý černý dým, zatímco v noci nechávali svítit světla.
Po porážce u Caporetta se pevnost v roce 1918 stala nouzovým obydlím, které využívaly některé vysídlené rodiny, zatímco čekaly na obnovu svých domovů.
Na konci první světové pevnost získala italská armáda a využívala ji především jako skladiště a sloužila horským jednotkám jako strategická základna a tábor.[zdroj?]
Koncem 60. let 20. století požádal spolek Dolomitenfreunde o povolení přeměnit tvrz na muzeum, ale povolení nebylo uděleno.
V posledních letech se obec Sexten začala zajímat o získání pevnosti do svého vlastnictví, aby ji mohla začlenit do kulturní a historické infrastruktury města.

## Výzbroj
- 3 120mm kanóny Model 80/96 v minimálním clonovém střelišti;
- 3 150mm minomety vzor 78 v pancéřových kopulích, které byly na začátku století nahrazeny třemi 100mm minomety;
- 11 jedenáctimilimetrových kulometů Montigny a další kusy v polních postaveních.